# Фаэр, Варвара Викторовна
Варвара Викторовна Фаэр (18 декабря 1965, Москва) — российский режиссёр, сценарист, актриса.

## Биография
В 1993 году с красным дипломом окончила Университет Дружбы народов, факультет международной журналистики и Университет Саламанки (Испания). В 1999 году окончила факультет режиссуры ВГИК (кафедра игрового кино, мастерская мастерская Владимира Хотиненко и Геннадия Полоки).
C 1999 по 2001 год стажировалась на актерском факультете ВТУ им. Щукина (мастерская Юрия Авшарова).
С 2003 года работала шеф-редактором на телевидении.
Сотрудничает с московским Театром.doc с момента его основания.
В 2015 году была приглашена руководством Псковского театра драмы имени Пушкина для постановки вербатим-спектакля «Банщик». Конфликт с новым руководством театра и частью труппы привели к громкому скандалу, в разборе которого принял участие министр культуры Владимир Мединский.

## Актёрские работы
- 1994 — «Продолжение „Броненосца“», к/ф.
- 1999 — «Мастер запятая Маргарита», к/ф.
- 2002 — «Смерть — это оргазм жизни», к/ф.
- 2002 — «Преступления страсти». Театр.doc, Москва.[1]
- 2015 — «Болотное дело» (реж. Е. Гремина). Театр.doc, Москва.[4][5]

## Режиссёрские работы
- 2002 — «Преступления страсти». Театр.doc, Москва.[1][6][7]
- 2004 — «Третьеклассник Алеша». Театр.doc, Москва.
- 2007 — «Раба хвоста» (драм. Натальи Ворожбит). Центр драматургии и режиссуры, Москва.[8][9]
- 2012 — «БерлусПутин». Театр.doc, Москва.[10][11][12]
- 2015 — «Лир-Клещ». Театр.doc, Москва.[13]
- 2018 — «Взрослые снаружи» (совм. с А. Кудряшовым). Театр.doc, Москва.[14]
- 2018 — «#МАМУЙДИ». Театр.doc, Москва.[15]
- 2021 — «Вива, Вита!». Театр.doc, Москва.[16]

## Призы и награды
- 2005 — Лауреат конкурса МКФ документального и художественного фильма в Лос-Анджелесе — за документальный фильм «Особенная».